# Nicolas de Thou

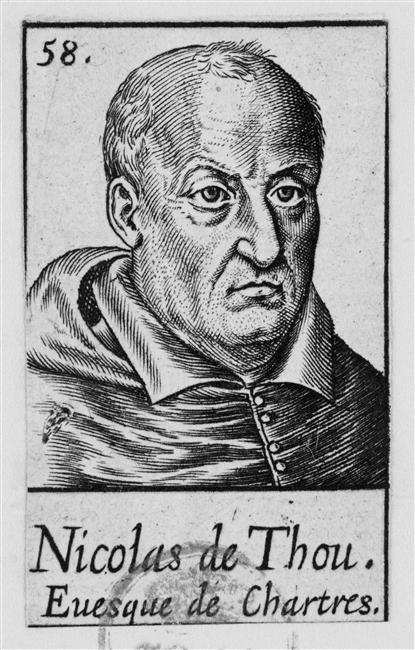
Nicolas de Thou, Eveque de Chartres, Grafik von Léonard Gautier, in: Pourtraictz de plusieurs hommes illustres qui ont flory en France depuis l'an 1500 jusques à présent, Bibliothèque nationale de France

Nicolas de Thou (* 1528; † 5. November 1598 in Villebon-sur-Yvette) war ein bedeutendes Mitglied des französischen Klerus und von 1573 bis 1598 Bischof von Chartres. Er zelebrierte 1594 die Krönung von König Heinrich IV. in der Kathedrale von Chartres.

## Leben
Nicolas de Thou war der Sohn von Augustin de Thou († 1554), 1535 Président à mortier des Parlement de Paris, Bruder von Christophe de Thou (1508–1582), 1562 Erster Präsident des Parlements von Paris, und Onkel von Jacques Auguste de Thou.
Ab 1547 diente er an der Kathedrale Notre-Dame de Paris. Er war Conseiller clerc im Parlement de Paris (1563), Archidiakon von Paris, Schatzmeister des Bistums Beauvais und Kommendatarabt von Saint-Symphorien in Beauvais. Durch eine Päpstliche Bulle vom 8. April 1573 wurde er zum Bischof von Chartres ernannt und am 29. Juni 1573 geweiht. Seine Position als Bischof führte dazu, dass er eine führende Rolle im Achten Hugenottenkrieg spielte, in dem die Macht von Heinrich III. auf Heinrich IV. überging.
Seine Antipathie gegen die Katholische Liga machte seine Position schwierig, als die Einwohner von Chartres, die sich dieser Liga angeschlossen hatten, am 17. Januar 1589 die Stadttore für die Truppen von König Heinrich III. schlossen und Charles de Mayenne empfingen, um zu versuchen, Charles de Bourbon als König unter dem Namen Karl X. anzuerkennen.
Nicolas de Thou hielt sich in dieser Auseinandersetzung zurück, empfing Heinrich von Navarra aber am 20. April 1591. Am 21. September 1591 nahm er an der Versammlung der französischen Bischöfe teil, die die Exkommunikationsbulle von Papst Gregor XIV. gegen Heinrich von Navarra für „null und nichtig, ungerecht und durch die Bosheit der Feinde Frankreichs suggeriert“ erklärten.
Am 25. Juli 1593 war er bei der Abschwörung Heinrichs IV. in der Kathedrale von Saint-Denis anwesend. Da Reims noch unter der Kontrolle von Charles de Mayenne stand, wurde Chartres für die Krönung ausgewählt. Renaud de Beaune, Erzbischof von Bourges und neuer Erzbischof von Sens, beanspruchte die Ehre, den König zu salben, für sich. Nicolas de Thou ließ sich daher zum Vertreter von Nicolas de Pellevé ernennen, den er gerade zum Erzbischof von Reims ernannt hatte, um die Krönung vorzunehmen.
Die Krönung fand am 27. Februar 1594 mit einem Heiligen Öl aus der Abtei Marmoutier anstelle des Öls aus der Heiligen Ampulle statt.
1595 wurde Nicolas de Thou noch zum Abt von Bellefontaine ernannt. Er starb am 5. November 1598 in Villebon-sur-Yvette, das zu seinem persönlichen Besitz gehörte, und wurde in der Kirche Saint-André-des-Arts in Paris beigesetzt.
Neben verschiedenen pastoralen Schriften hinterließ er das Buch Cérémonies observées au sacre et couronnement d'Henri IV, roi de France (Zeremonien, die bei der Krönung von Heinrich IV., König von Frankreich, beobachtet wurden).